# Sistema binario (astronomía)

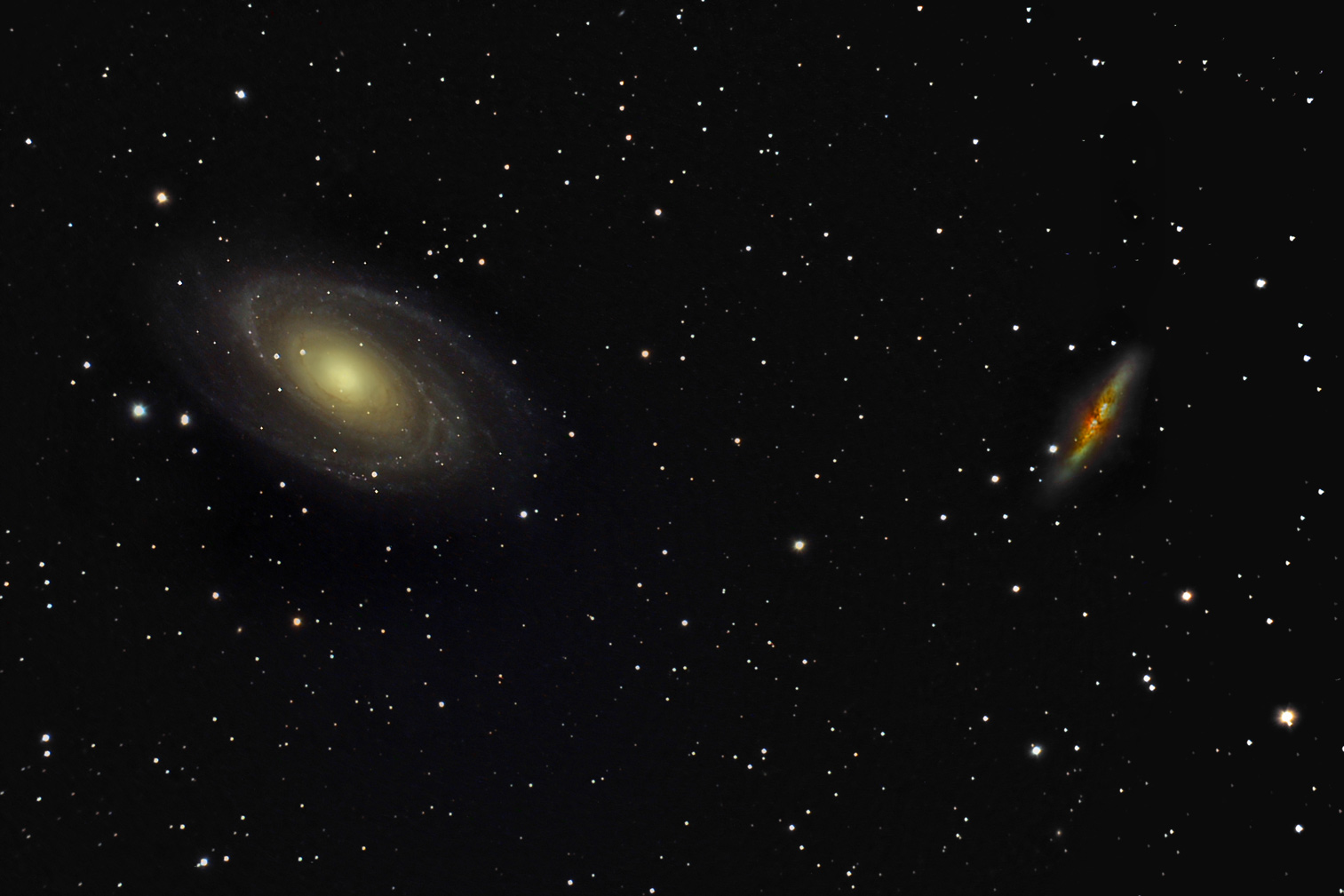
Sistema binario de M81 (galaxia de Bode) y M82 (galaxia del Cigarro).

En astronomía, el término sistema binario se utiliza para referirse a dos objetos astronómicos que se encuentran tan próximos entre sí que están ligados por su fuerza gravitatoria, orbitando alrededor de un centro de masas común.
Normalmente el término se utiliza para referirse a dos estrellas; en este caso el sistema recibe el nombre de estrella binaria. Sin embargo, el término puede aplicarse a un sistema formado por un planeta y un satélite natural, siempre y cuando este último sea excepcionalmente grande en comparación con el planeta. Otros tipos de sistemas binarios pueden ser dos asteroides de tamaño similar, dos estrellas de neutrones, o también dos objetos de distinta clase, como una estrella y un planeta, o una estrella y una estrella de neutrones.

## Ejemplos de sistemas binarios
- La galaxia de Bode (M81) y la galaxia del Cigarro (M82).
- Maffei I y Maffei II.
- Porrima (γ Virginis) es un sistema binario compuesto por dos estrellas de la secuencia principal prácticamente idénticas. Procyon (α Canis Minoris) es otra estrella binaria pero de componentes dispares; una es una estrella subgigante blanco-amarilla y la otra una enana blanca. En el sistema GR Virginis las dos estrellas están tan próximas que comparten sus capas exteriores, constituyendo una binaria de contacto.
- X Persei es un sistema binario formado por una estrella masiva y una estrella de neutrones.
- De masa mucho menor que X Persei, el sistema Gliese 229 está compuesto por una enana roja y una enana marrón.
- Dentro del sistema solar, el sistema Plutón-Caronte, se considera un sistema binario debido a que ambos orbitan un punto en común llamado baricentro.
- (69230) Hermes es un asteroide binario, siendo el tamaño de ambos componentes muy similar.
- A0620-00 es un sistema binario, compuesto de una estrella de masa baja y un agujero negro, el más cercano a la tierra.